# Imaginário coletivo
O imaginário coletivo é um conjunto de símbolos, conceitos, memória e imaginação de um grupo de indivíduos pertencentes a uma comunidade específica.  A sensibilização dessas pessoas em relação a esses símbolos compartilhados reforça o sentido de comunidade.
Muitas vezes, essas representações da realidade podem ultrapassar as circunstâncias do mundo real, adquirindo a força e a beleza do mito e se tornando ícones de uma era, na história de um povo, um património comum, independentemente das directivas religiosas, políticas e culturais das pessoas que fazem parte da comunidade.
Cada vez mais importante na formação e reprocessamento do imaginário coletivo é o papel desempenhado pelo meios de comunicação social. O tamanho das comunidades que podem compartilhar um património simbólico comum é cada vez mais amplo, de modo que o conceito de "povo" tende a ser gradualmente substituído pelo de aldeia global.

## Artigos Relacionados
- Arquétipo
- Mito
- Carl Gustav Jung
- Jacques Lacan
- Arjun Appadurai